# أمين محمودوف
أمين محمودوف (الروسية: Эмин Джабраил оглы Махмудов) هو لاعب كرة قدم روسي في مركز الوسط، ولد في 27 أبريل 1992 في Saatlı (city) ‏ في أذربيجان. شارك مع منتخب روسيا تحت 19 سنة لكرة القدم ومنتخب روسيا تحت 20 سنة لكرة القدم ومنتخب روسيا تحت 21 سنة لكرة القدم. أما مع النوادي، فقد لعب مع توم تومسك وسبارتاك موسكو وكريليا سوفيتوف سامارا وموردوفيا سارانسك ونادي ساتورن رامنسكوي.

## وصلات خارجية
- أمين محمودوف على موقع الاتحاد الدولي (مؤرشف)  (الإنجليزية)
- أمين محمودوف على موقع الاتحاد الأوربي (الإنجليزية)
- أمين محمودوف على موقع قاعدة بيانات كرة القدم.إي يو (الإنجليزية)
- أمين محمودوف على موقع ناشيونال فوتبول تيمز (الإنجليزية)
- أمين محمودوف على موقع Soccerway.com (الإنجليزية)
- أمين محمودوف على موقع AS.com (الإسبانية)